# Volta a Cataluña 2009
La 89ª edición de la Volta a Cataluña, disputada en 2009 entre el 18 y el 24 de mayo, estuvo dividida en siete etapas, por un total de 987,9 km, incluyendo una etapa de alta montaña en Andorra. 
La prueba se integraba en el UCI ProTour de ese año.
El claro dominador de la carrera fue Alejandro Valverde (quien además se hizo con una etapa). Le acompañaron en el podio Daniel Martin y Haimar Zubeldia, respectivamente.
En las clasificaciones secundarias se impusieron Julián Sánchez Pimienta (montaña), Samuel Dumoulin (sprints), Astana (equipos) y Xavier Tondo (catalanes).

## Dificultades económicas
Graves problemas económicos pusieron en jaque la celebración de edición 2009 después de que el principal patrocinador de las últimas ediciones, la Junta de Castilla y León retirara su apoyo económico y únicamente un acuerdo final con TV3 y la Generalidad de Cataluña permitió su disputa.
Estos problemas económicos se debieron principalmente a tres motivos: 
- Incremento del presupuesto debido a los controles anti dopaje que exige pertenecer al circuito UCI ProTour.
- La crisis económica de 2008-2009 que afectó a todo el país y dificultó la llegada de patrocinadores.
- La coincidencia en fechas con el Giro de Italia 2009 lo que privó la presencia de muchos de los grandes ciclistas del panorama internacional.

## Equipos participantes
Tomaron parte en la carrera equipos: los 18 de categoría UCI ProTour (al tener obligada su participación); más los 3 españoles de categoría Profesional Continental mediante invitación de la organización (Andalucía-CajaSur, Cervélo Test Team y Contentpolis-AMPO). La carrera contó así con participantes ilustres, como Alejandro Valverde, Óscar Pereiro, Kim Kirchen, Sylvain Chavanel, Thomas Dekker, Sandy Casar y Thor Hushovd. Los equipos participantes fueron:
| Equipo                      | Cód. UCI | Categoría               | Jefe de filas                           |
| --------------------------- | -------- | ----------------------- | --------------------------------------- |
| Ag2r-La Mondiale            | ALM      | UCI ProTour             | Vladimir Efimkin                        |
| Astana                      | AST      | UCI ProTour             | Haimar Zubeldia                         |
| Bbox Bouygues Télécom       | BBO      | UCI ProTour             | Yury Trofimov Pierrick Fédrigo          |
| Caisse d'Epargne            | GCE      | UCI ProTour             | Alejandro Valverde Óscar Pereiro        |
| Cofidis, le Crédit en Ligne | COF      | UCI ProTour             | Amaël Moinard                           |
| Euskaltel-Euskadi           | EUS      | UCI ProTour             | Mikel Astarloza                         |
| Française des Jeux          | FDJ      | UCI ProTour             | Sandy Casar                             |
| Fuji-Servetto               | FUJ      | UCI ProTour             | David de la Fuente                      |
| Garmin-Slipstream           | GRM      | UCI ProTour             | Daniel Martin                           |
| Lampre-N.G.C.               | LAM      | UCI ProTour             | Angelo Furlan                           |
| Liquigas                    | LIQ      | UCI ProTour             | Fabio Sabatini Oliver Zaugg             |
| Quick Step                  | QST      | UCI ProTour             | Sylvain Chavanel                        |
| Rabobank                    | RAB      | UCI ProTour             | Juan Antonio Flecha                     |
| Silence-Lotto               | SIL      | UCI ProTour             | Thomas Dekker                           |
| Team Columbia-High Road     | THR      | UCI ProTour             | Kim Kirchen Greg Henderson              |
| Team Katusha                | KAT      | UCI ProTour             | Vladímir Karpets                        |
| Team Milram                 | MRM      | UCI ProTour             | Gerald Ciolek                           |
| Team Saxo Bank              | SAX      | UCI ProTour             | Aleksandr Kolobnev Jakob Fuglsang       |
| Andalucía-Cajasur           | ACA      | Profesional Continental | Xavier Tondo                            |
| Cervélo Test Team           | CTT      | Profesional Continental | Thor Hushovd José Ángel Gómez Marchante |
| Contentpolis-AMPO           | MCO      | Profesional Continental | Julián Sánchez Pimienta                 |

## Etapas

### Etapa 1.Lloret de Mar-Lloret de Mar. 18 de mayo de 2009. 3,6 km (CRI)

#### Resumen
La primera etapa fue una contrarreloj individual por las calles de Lloret de Mar, con una ligera ascensión durante el primer kilómetro. Después de ese punto la prueba transcurría por el paseo marítimo de la localidad, punto donde estaba situada la línea de meta. 
El ganador de la etapa fue el mismo que ganó el prólogo de la edición anterior (también en Lloret de Mar pero en aquella ocasión con 100 m más) el noruego Thor Hushovd, haciendo 10 segundos más que en aquella del año anterior. En segunda posición se clasificó Alejandro Valverde, que reaparecía después de que el CONI lo suspendiera por dos años en carreras disputadas en territorio italiano.

#### Clasificaciones
|   | Ciclista           | Equipo             | Tiempo |
| - | ------------------ | ------------------ | ------ |
| 1 | Thor Hushovd       | Cervélo            | 4' 47" |
| 2 | Alejandro Valverde | Caisse d'Epargne   | + 1"   |
| 3 | Greg Henderson     | Columbia-High Road | + 2"   |
| 4 | Matthieu Ladagnous | Française des Jeux | + 3"   |
| 5 | Sylvain Chavanel   | Quick Step         | + 3"   |

|   | Ciclista           | Equipo             | Tiempo |
| - | ------------------ | ------------------ | ------ |
| 1 | Thor Hushovd       | Cervélo            | 4' 47" |
| 2 | Alejandro Valverde | Caisse d'Epargne   | + 1"   |
| 3 | Greg Henderson     | Columbia-High Road | + 2"   |
| 4 | Matthieu Ladagnous | Française des Jeux | + 3"   |
| 5 | Sylvain Chavanel   | Quick Step         | + 3"   |

### Etapa 2.Gerona-Rosas. 19 de mayo de 2009. 163,1 km

#### Resumen
Con salida en Gerona la primera etapa fue de media montaña. Debían superar tres dificultades: el alt dels Àngels (km 67,5), de primera categoría; el alt de Cadaqués (km 125,6), de segunda categoría; y el alt de Sant Pere de Rodes (km 145,6), de primera categoría.
Un cuarteto formado per Lloyd Mondory (AG2R), Arnaud Labbe (Bouygues Telecom), Samuel Dumoulin (Cofidis, le Crédit en Ligne) y Francisco José Martínez (Andalucía-Cajasur) animó la carrera durante buena parte de la etapa. Consiguieron tener cuatro minutos de ventaja durante la ascensión del primer puerto, Els Àngels. La colaboración entre el equipo del líder, Thor Hushovd (Cervélo), y el Caisse d'Epargne puso fin a la escapada después de 130 km.
Finalmente la etapa se decidió durante la ascensión al último puerto, el de Sant Pere de Rodes, donde Hushovd quedó rezagado. Un grupo de 50 corredores llegó destacado a Rosas, donde el danés Matti Breschel (Saxo Bank) se impuso al sprint. Alejandro Valverde, que formaba parte del grupo cabecero, se convirtió en el nuevo líder.

#### Clasificaciones
|   | Ciclista           | Equipo           | Tiempo     |
| - | ------------------ | ---------------- | ---------- |
| 1 | Matti Breschel     | Saxo Bank        | 4h 11' 34" |
| 2 | Jérôme Pineau      | Quick Step       | m.t.       |
| 3 | Xavier Florencio   | Cervélo          | m.t.       |
| 4 | Nicolas Roche      | Ag2r-La Mondiale | m.t.       |
| 5 | David de la Fuente | Fuji-Servetto    | m.t.       |

|   | Ciclista           | Equipo             | Tiempo     |
| - | ------------------ | ------------------ | ---------- |
| 1 | Alejandro Valverde | Caisse d'Epargne   | 4h 16' 22" |
| 2 | Jérôme Pineau      | Quick Step         | m.t.       |
| 3 | Xavier Florencio   | Cervélo            | + 1"       |
| 4 | Sylvain Chavanel   | Quick Step         | + 2"       |
| 5 | Jussi Veikkanen    | Française des Jeux | + 2"       |

### Etapa 3.Rosas-La Pobla de Lillet. 20 de mayo de 2009. 182,9 km

#### Resumen
Primera etapa de alta montaña, con tres puertos de primera categoría. La salida se tomó en Rosas, al nivel del mar, para posteriormente llegar a Olot, donde poco después se inició el ascenso al primero de los puertos de montaña del día, el alto de Coubet. Desde ahí, la carrera bajó hacia Ripoll, Vilada y poco después de Serchs se inició el segundo puerto, el coll de Jou. Posteriormente la carrera llegó a San Julián de Cerdañola donde empezaba la ascensión a la última de las dificultades, la collada Sobirana. La llegada en La Pobla de Lillet se encontraba en ligera subida.
La etapa comenzó con Jérôme Pineau cogiendo dos segundos de bonificación en la meta volante de Figueras, circunstancia que lo situaba como líder virtual de la carrera. Poco después se formó la escapada del día formada por Jérôme Coppel, William Bonnet, Stéphane Augé y José Ruiz Sánchez, que logró contar con más de cinco minutos durante la ascensión al alto de Coubet. Aun así la escapada no llegó a buen puerto y fueron neutralizados a falta de 20 km, durante la ascensión al coll de Jou. En el último puerto la carrera se rompió, formándose un grupeto cabecero con todos los favoritos. Valverde se impuso en La Pobla de Lillet merced a su punta de velocidad, consolidando así su liderato.

#### Clasificaciones
|   | Ciclista           | Equipo            | Tiempo     |
| - | ------------------ | ----------------- | ---------- |
| 1 | Alejandro Valverde | Caisse d'Epargne  | 4h 46' 53" |
| 2 | David de la Fuente | Fuji-Servetto     | m.t.       |
| 3 | Daniel Martin      | Garmin-Slipstream | m.t.       |
| 4 | Samuel Sánchez     | Euskaltel-Euskadi | m.t.       |
| 5 | Xavier Tondo       | Andalucía-Cajasur | m.t.       |

|   | Ciclista           | Equipo            | Tiempo     |
| - | ------------------ | ----------------- | ---------- |
| 1 | Alejandro Valverde | Caisse d'Epargne  | 9h 03' 05" |
| 2 | Haimar Zubeldia    | Astana            | + 14"      |
| 3 | Samuel Sánchez     | Euskaltel-Euskadi | + 15"      |
| 4 | Mikel Astarloza    | Euskaltel-Euskadi | + 17"      |
| 5 | Jakob Fuglsang     | Saxo Bank         | + 18"      |

### Etapa 4.La Pobla de Lillet-Vallnord. 21 de mayo de 2009. 175,7 km

#### Resumen
La tercera etapa de la Volta fue la etapa reina, con un puerto de segunda categoría, dos de primera y una de categoría especial. Tras tomar la salida en La Pobla de Lilleta, la carrera se dirigió a Berga, donde estaba situado el primer esprint especial de la etapa. Desde allí se dirigieron a Sant Llorenç de Morunys, donde comenzaba la ascensión al primer puerto de la jornada, el Coll de Port (de primera categoría). Después pasaron a la Seo de Urgel, donde se disputó el segundo esprint de la jornada pasando por Tuixent y Cornellana. Posteriormente el pelotón se dirigía a Andorra, donde se situaban las tres dificultades montañosas restantes de la jornada: el Alto de la Comella, el Alto de la Massana y el ascenso final a Vallnord, la estación de esquí de Pal, cima Peris de la presente edición.
La victoria de etapa correspondió al semidesconocido Julián Sánchez Pimienta, que formaba parte de una escapada de nueve corredores que se había formado en los primeros compases de la etapa. En la general, Alejandro Valverde consolidó su liderato, mientras que Daniel Martin subió hasta el segundo puesto, relegando a Zubeldia al tercer lugar de la clasificación.

#### Clasificaciones
|   | Ciclista                | Equipo            | Tiempo     |
| - | ----------------------- | ----------------- | ---------- |
| 1 | Julián Sánchez Pimienta | Contentpolis-AMPO | 4h 46' 29" |
| 2 | Daniel Martin           | Garmin-Slipstream | + 6"       |
| 3 | Alejandro Valverde      | Caisse d'Epargne  | + 8"       |
| 4 | Haimar Zubeldia         | Astana            | + 12"      |
| 5 | Mikel Astarloza         | Euskaltel-Euskadi | + 21"      |

|   | Ciclista                   | Equip             | Temps       |
| - | -------------------------- | ----------------- | ----------- |
| 1 | Alejandro Valverde         | Caisse d'Epargne  | 13h 49' 38" |
| 2 | Daniel Martin              | Garmin-Slipstream | + 15"       |
| 3 | Haimar Zubeldia            | Astana            | + 22"       |
| 4 | Mikel Astarloza            | Euskaltel-Euskadi | + 34"       |
| 5 | José Ángel Gómez Marchante | Cervélo           | + 38"       |

### Etapa 5.Seo de Urgel-Torredembarra. 22 de mayo de 2009. 201,3 km

#### Resumen
Fue la etapa más larga de la presente edición, con buena parte del recorrido en bajada y sin ninguna dificultad montañosa puntuable, pero con un terreno rompepiernas, sobre todo en la parte central de la etapa, alrededor de Santa Coloma de Queralt.
Cuatro ciclistas formaron una escapada en los primeros kilómetros de la etapa que a punto estuvo de llegar a buen puerto, pero a falta de 3 km para la meta fueron atrapados por el gran grupo comandado por los equipos de los esprínteres. El vencedor fue el ruso del equipo Katusha Nikolay Trusov, que superó a Thor Hushovd a la línea de llegada.

#### Clasificaciones
|   | Ciclista        | Equip              | Temps      |
| - | --------------- | ------------------ | ---------- |
| 1 | Nikolai Trussov | Katusha            | 4h 28' 58" |
| 2 | Thor Hushovd    | Cervélo            | m.t.       |
| 3 | Fabio Sabatini  | Liquigas           | m.t.       |
| 4 | Greg Henderson  | Columbia-High Road | m.t.       |
| 5 | Pablo Urtasun   | Euskaltel-Euskadi  | m.t.       |

|   | Ciclista                   | Equip             | Temps       |
| - | -------------------------- | ----------------- | ----------- |
| 1 | Alejandro Valverde         | Caisse d'Epargne  | 18h 18' 36" |
| 2 | Daniel Martin              | Garmin-Slipstream | + 15"       |
| 3 | Haimar Zubeldia            | Astana            | + 22"       |
| 4 | Mikel Astarloza            | Euskaltel-Euskadi | + 34"       |
| 5 | José Ángel Gómez Marchante | Cervélo           | + 38"       |

### Etapa 6.Torredembarra-Barcelona. 23 de mayo de 2009. 150,5 km

#### Resumen
Etapa de media montaña en su parte inicial, con el paso por el alto de las Venstoses y el de Font-rubí, en el Panadés. Después la carrera viró hacia la costa para pasar por Sitges, Vallcarca, el paso de la Maladona y la entrada al Bajo Llobregat para llegar a Barcelona.
La lucha por el Gran Premio de la Montaña marca los primeros kilómetros de la etapa, ya que solamente un punto separaba el primer clasificado, Xavier Tondo, del segundo Julián Sánchez Pimienta antes de empezar la etapa. En la primera de las dificultades montañosas del día, el alto de las Ventoses Sánchez Pimienta sumó un punto que le servía para ponerse en primera posición. A continuación, una escapada formada por seis ciclistas se escapó del gran grupo, pero la fuerza de los equipos de los esprínters les privó de llegar en solitario a Barcelona. Al esprint se impuso Thor Hushovd.

#### Clasificaciones
|   | Ciclista       | Equipo                      | Tiempo     |
| - | -------------- | --------------------------- | ---------- |
| 1 | Thor Hushovd   | Cervélo                     | 3h 26' 43" |
| 2 | Fabio Sabatini | Liquigas                    | m.t.       |
| 3 | Greg Henderson | Columbia-High Road          | m.t.       |
| 4 | Matti Breschel | Saxo Bank                   | m.t.       |
| 5 | Leonardo Duque | Cofidis, le Crédit en Ligne | m.t.       |

|   | Ciclista                   | Equipo            | Tiempo      |
| - | -------------------------- | ----------------- | ----------- |
| 1 | Alejandro Valverde         | Caisse d'Epargne  | 21h 45' 19" |
| 2 | Daniel Martin              | Garmin-Slipstream | + 15"       |
| 3 | Haimar Zubeldia            | Astana            | + 22"       |
| 4 | Mikel Astarloza            | Euskaltel-Euskadi | + 34"       |
| 5 | José Ángel Gómez Marchante | Cervélo           | + 38"       |

### Etapa 7.Centro de Alto Rendimiento de Sant Cugat del Vallés-Circuito de Montmeló. 24 de mayo de 2009. 110,8 km

#### Resumen
La última etapa de la carrera, con un puerto de segunda categoría, tenía el único aliciente de conocer el ganador final del premio de la montaña. Finalmente, el vencedor de esta clasificación fue Julián Sánchez Pimienta, que avantajó en un punto al catalán Xavier Tondo. La etapa contó con la particularidad de que la línea de meta estaba situada en la recta principal del circuito automovilístico de Montmeló, circunstancia que la convertía en una meta propicia para los grandes velocistas. La victoria de etapa se decidió pues al sprint, resultando ganador el neozelandés Greg Henderson.

#### Clasificaciones
|   | Ciclista       | Equipo             | Tiempo     |
| - | -------------- | ------------------ | ---------- |
| 1 | Greg Henderson | Columbia-High Road | 2h 26' 51" |
| 2 | Lloyd Mondory  | Ag2r-La Mondiale   | m.t.       |
| 3 | Fabio Sabatini | Liquigas           | m.t.       |
| 4 | Thor Hushovd   | Cervélo            | m.t.       |
| 5 | Pablo Urtasun  | Euskaltel-Euskadi  | m.t.       |

|   | Ciclista                   | Equipo            | Tiempo      |
| - | -------------------------- | ----------------- | ----------- |
| 1 | Alejandro Valverde         | Caisse d'Epargne  | 24h 12' 10" |
| 2 | Daniel Martin              | Garmin-Slipstream | + 15"       |
| 3 | Haimar Zubeldia            | Astana            | + 22"       |
| 4 | Mikel Astarloza            | Euskaltel-Euskadi | + 34"       |
| 5 | José Ángel Gómez Marchante | Cervélo           | + 38"       |

## Clasificaciones finales

### Clasificación general
| Posición | Ciclista                   | Equipo            | Tiempo      |
| -------- | -------------------------- | ----------------- | ----------- |
|          | Alejandro Valverde         | Caisse d'Epargne  | 24h 12' 10" |
| 2        | Daniel Martin              | Garmin-Slipstream | + 15"       |
| 3        | Haimar Zubeldia            | Astana            | + 22"       |
| 4        | Mikel Astarloza            | Euskaltel-Euskadi | + 34"       |
| 5        | José Ángel Gómez Marchante | Cervélo           | + 38"       |
| 6        | Jakob Fuglsang             | Saxo Bank         | + 45"       |
| 7        | Alexsandr Dyachenko        | Astana            | + 49"       |
| 8        | Xavier Tondo               | Andalucía-Cajasur | + 56"       |
| 9        | Samuel Sánchez             | Euskaltel-Euskadi | + 1' 42"    |
| 10       | David de la Fuente         | Fuji-Servetto     | + 1' 52"    |

### Clasificación de la montaña
| Posición | Ciclista                | Equipo            | Tiempo |
| -------- | ----------------------- | ----------------- | ------ |
|          | Julián Sánchez Pimienta | Contentpolis-AMPO | 49     |
| 2        | Xavier Tondo            | Andalucía-Cajasur | 48     |
| 3        | José Luis Arrieta       | Ag2r-La Mondiale  | 42     |

### Clasificación de los sprints
| Posición | Ciclista             | Equipo                      | Puntos |
| -------- | -------------------- | --------------------------- | ------ |
|          | Samuel Dumoulin      | Cofidis, le Crédit en Ligne | 18     |
| 2        | Javier Ramírez Abeja | Andalucía-Cajasur           | 6      |
| 3        | Cyril Dessel         | Ag2r-La Mondiale            | 3      |

### Clasificación por equipos
| Posición | Equipo            | Tiempo      |
| -------- | ----------------- | ----------- |
|          | Astana            | 72h 41' 00" |
| 2        | Euskaltel-Euskadi | + 2' 22"    |
| 3        | Ag2r-La Mondiale  | + 6' 23"    |

## Evolución de las clasificaciones
| Etapa (Vencedor)                    | Clasificación general | Clasificación de la montaña | Clasificación de los sprints | Clasificación por equipos |
| ----------------------------------- | --------------------- | --------------------------- | ---------------------------- | ------------------------- |
| 1.ª etapa (CRI) (Thor Hushovd)      | Thor Hushovd          | no se entregó               | no se entregó                | Cervélo                   |
| 2.ª etapa (Matti Breschel)          | Alejandro Valverde    | Lloyd Mondory               | Samuel Dumoulin              | Cervélo                   |
| 3.ª etapa (Alejandro Valverde)      | Alejandro Valverde    | Xavier Tondo                | Samuel Dumoulin              | Euskaltel-Euskadi         |
| 4.ª etapa (Julián Sánchez Pimienta) | Alejandro Valverde    | Xavier Tondo                | Samuel Dumoulin              | Astana                    |
| 5.ª etapa (Nikolay Trusov)          | Alejandro Valverde    | Xavier Tondo                | Samuel Dumoulin              | Astana                    |
| 6.ª etapa (Thor Hushovd)            | Alejandro Valverde    | Julián Sánchez Pimienta     | Samuel Dumoulin              | Astana                    |
| 7.ª etapa (Greg Henderson)          | Alejandro Valverde    | Julián Sánchez Pimienta     | Samuel Dumoulin              | Astana                    |
| Final                               | Alejandro Valverde    | Julián Sánchez Pimienta     | Samuel Dumoulin              | Astana                    |